# Feld (Ruhpolding)
Feld war ein Ortsteil von Ruhpolding auf der Gemarkung Vachenau.
Seine Lage war etwas oberhalb des Südufers der Urschlauer Achen am Fuße des Eisenbergs und entspricht der heutigen Hausnummern 16 des Gemeindeteils Brand.
Die Einöde gehörte zur katholischen Pfarrei, zur Schule und zur Post im 4,8 Kilometer entfernten Ruhpolding und ursprünglich zur Gemeinde Vachenau. Durch die Eingemeindung von Vachenau kam sie um 1882 zu Ruhpolding.

## Einwohnerentwicklung
| Jahr        | 1861 | 1871 | 1875 | 1885 |
| ----------- | ---- | ---- | ---- | ---- |
| Einwohner   | 10   | 9    | 12   | 16   |
| Wohngebäude |      |      |      | 2    |

Der Ort Feld wird heute dem Gemeindeteil Brand zugerechnet und letztmals im  Amtlichen Ortsverzeichnis von 1888 als Ort von Ruhpolding ausgewiesen.

## Baudenkmäler
In Feld steht mit der heutigen Hausnummer Brand 16 der „Bauer im Winkl“, ein Kleinbauernhaus mit Obergeschoss in Blockbauweise und bemalten Pfettenköpfen. Es stammt aus der zweiten Hälfte des 18. Jahrhunderts.